# Kajetan Ignacy Kicki
Kajetan Ignacy Kicki (n. 1745, Varșovia - d. 16 ianuarie 1812, Obroszyn) a fost un preot catolic polonez, care a îndeplinit funcțiile de episcop auxiliar (1783-1797) și apoi pe cea de arhiepiscop de Lemberg (1797-1812). De asemenea, a fost rector al Universității din Lemberg în anii 1800–1801.

## Biografie
A fost fiul lui Antoni Kicki de Kitek și al Mariannei de Przymanowskich.
În 1778 a devenit canonic de Chełm. A fost numit la 18 iulie 1783 episcop auxiliar al Arhidiecezei de Lemberg și episcop titular de Soli. El a fost hirotonit episcop la 30 ianuarie 1785 de către arhiepiscopul Ferdynand Onufry Kicki de Lemberg. În 1789 Kajetan Ignacy Kicki a devenit vicar general al Arhidiecezei de Lemberg. După moartea la la 1 februarie 1797 a lui Ferdynand Onufry Kicki, el a fost numit la 18 decembrie 1797 în funcția de arhiepiscop de Lemberg.
Începând de prin anul 1800 a fost ales senator. În anii 1800-1801 a îndeplinit funcția de rector al Universității din Lemberg. În 1807 a anunțat bulă papală prin care Bazilica din Kielce a fost ridicată la statutul de catedrală. El a fost principalul consacrator al lui Jan Jakub Szymonowicz (arhiepiscop armeano-catolic de Lemberg, 1 martie 1800) și consacrator al lui Ferdynand Ciechanowski (episcop greco-catolic rutean de Chełm, 8 octombrie 1810). A murit la 16 ianuarie 1812, în Obroszyn.